# Camilla flavicauda
Camilla flavicauda – gatunek muchówki z rodziny Camillidae.
Gatunek ten opisany został w 1922 roku przez Oswalda Dudę.
Muchówka o ciele długości około 2,5 mm, ubarwionym błyszcząco czarno. Głowę ma zaopatrzoną w wibrysy, trzy pary małych szczecinek orbitalnych i skrzyżowane szczecinki zaciemieniowe. Chetotaksję tułowia cechują dwie pary szczecinek śródplecowych i jedna szczecinek mezopleuralnych. Odnóża przedniej pary mają na udach długi kolec przednio-brzuszny o długości mniej więcej równej średnicy uda i położony przed kolcem tylno-brzusznym. Narządy rozrodcze samca mają małe edyty.
Owad znany z Irlandii, Wielkiej Brytanii, Belgii, Holandii, Niemiec, Finlandii, Czech, Węgier i północnoeuropejskiej części Rosji.